# Joaçaba
Joaçaba é um município localizado no oeste do estado de Santa Catarina, no Brasil. Sua população, conforme a contagem do Censo 2022, é de 30.146 habitantes. Polariza a Região Geográfica Imediata de Joaçaba-Herval d'Oeste, na Região Geográfica Intermediária de Chapecó.
Localiza-se a uma latitude 27º10'41" sul e a uma longitude 51º30'17" oeste, estando a uma altitude de 522 metros. É a cidade-sede da Região Metropolitana do Contestado e o oitavo melhor município para se viver no Brasil segundo dados do Programa das Nações Unidas para o Desenvolvimento.

## História
O interior do atual estado de Santa Catarina era ocupado, até o final do século XVIII, pelos índios caingangues. A partir de então, a ocupação não indígena do território se efetivou militarmente. O território hoje pertencente ao município já fez parte de uma grande extensão de terra que foi reivindicada por Brasil e Argentina, na disputa de limites, com base no Tratado de Tordesilhas. Depois, essa mesma região foi motivo de uma disputa interna, envolvendo os Estados de São Paulo, Paraná e Santa Catarina.
A duplicidade de autoridade, aliada a injustiças sociais e desmandos praticados contra a população de origem cabocla, criou um clima de insatisfação e revolta. Com a construção da estrada de ferro ligando São Paulo ao Rio Grande do Sul, a situação se agravou, com a eclosão da Guerra do Contestado iniciada com a chamada Batalha do Irani.
A Guerra do Contestado chegou ao fim, enquanto o presidente brasileiro Venceslau Brás decidia a disputa entre o Paraná e Santa Catarina, com a maior parte desta região passando a integrar-se ao território catarinense.

### Criação
O decreto-lei que criou o município é o de número 1 147, de 25 de agosto de 1917, sancionado pelo então governador do Estado, coronel Felipe Schmidt. O município, com o nome de Cruzeiro e sede provisória em Limeira, só foi instalado em novembro de 1917. A Lei Municipal Quinze, de 2 de janeiro de 1919, criou o Distrito de Limeira e a Lei Estadual 1 243, de 20 de agosto do mesmo ano, transferiu a sede para o povoado de Catanduva, que passou à categoria de Vila, com o nome de Cruzeiro. Em 1926, pelo Decreto Estadual 1 848, a sede retornou ao povoado de Limeira. Em 1938, pelo Decreto Estadual 86, a vila Cruzeiro do Sul foi elevada à categoria de cidade, com o nome de Cruzeiro. Finalmente, em 1943, pelo Decreto-lei Estadual 238, de 31 de dezembro, município e cidade passaram a denominar-se Joaçaba.

### Origem do nome
O nome Joaçaba originou-se do tupi antigo îoasaba, que significa "entrecruzamento, cruz".

### Imigração e desenvolvimento
A população atual de Joaçaba tem origem, principalmente, nos migrantes gaúchos, principalmente da região de Caxias do Sul, de origem italiana e alemã, que, de posse de pequenas colônias de terra, deram os primeiros passos na produção agrícola. A área do município, com terras férteis e matas nativas, proporcionou a exploração da madeira e da erva-mate, atividades que eram desenvolvidas paralelamente à agricultura.
Mais tarde, começaram a surgir as primeiras indústrias de implementos agrícolas, acentuando-se as atividades comerciais e formando-se a base econômica do município. Com o forte comércio já predominando e com o surgimento das primeiras indústrias (no segmento metalmecânico), Joaçaba consolidou a sua posição de destaque no cenário estadual.

## Geografia

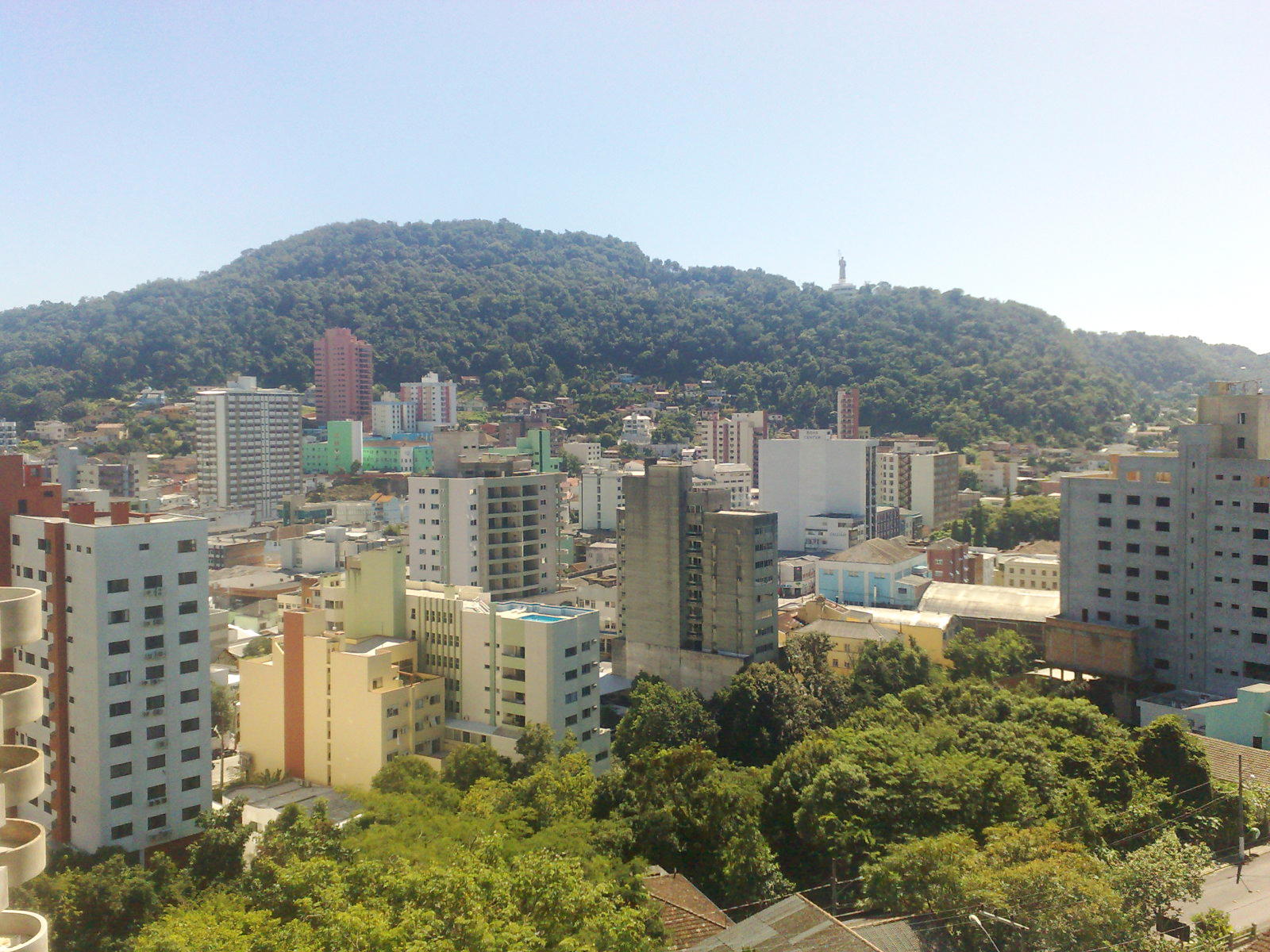
Vista parcial

A área urbana do município é conurbada com os municípios de Herval d'Oeste e Luzerna totalizando um aglomerado urbano com cerca de 60 000 habitantes, sendo que esses três municípios organizam, em conjunto, diversos serviços públicos como abastecimento de água, tratamento de esgoto e transporte público, entre outros.

### Clima
O clima é do tipo temperado, Cfb, com invernos frios e verões amenos, apresentando as quatro estações bem definidas. Apresenta uma temperatura média anual de 18 °C centígrados , mas as temperaturas extremas no apogeu do verão podem ser acima dos 35 graus centígrados e no inverno a mínima a alguns graus abaixo de zero, sendo que já foi registrado no inverno temperatura de −7 °C. É comum, nos meses mais frios, a formação de geada e mais raramente a ocorrência de neve. Precipitação média anual de 1 840 milímetros, bem distribuídos pelas quatro estações.
| Dados climatológicos para Joaçaba | Dados climatológicos para Joaçaba | Dados climatológicos para Joaçaba | Dados climatológicos para Joaçaba | Dados climatológicos para Joaçaba | Dados climatológicos para Joaçaba | Dados climatológicos para Joaçaba | Dados climatológicos para Joaçaba | Dados climatológicos para Joaçaba | Dados climatológicos para Joaçaba | Dados climatológicos para Joaçaba | Dados climatológicos para Joaçaba | Dados climatológicos para Joaçaba | Dados climatológicos para Joaçaba |
| Mês                               | Jan                               | Fev                               | Mar                               | Abr                               | Mai                               | Jun                               | Jul                               | Ago                               | Set                               | Out                               | Nov                               | Dez                               | Ano                               |
| --------------------------------- | --------------------------------- | --------------------------------- | --------------------------------- | --------------------------------- | --------------------------------- | --------------------------------- | --------------------------------- | --------------------------------- | --------------------------------- | --------------------------------- | --------------------------------- | --------------------------------- | --------------------------------- |
| Temperatura máxima média (°C)     | 28,5                              | 28                                | 26,8                              | 23,6                              | 21                                | 19,4                              | 19,4                              | 21,2                              | 22,4                              | 24,3                              | 26,4                              | 27,8                              | 24,1                              |
| Temperatura média (°C)            | 22,7                              | 22,3                              | 21,1                              | 17,9                              | 15,1                              | 13,6                              | 13,3                              | 14,9                              | 16,5                              | 18,5                              | 20,2                              | 21,7                              | 18,1                              |
| Temperatura mínima média (°C)     | 16,9                              | 16,7                              | 15,4                              | 12,2                              | 9,3                               | 7,9                               | 7,3                               | 8,6                               | 10,7                              | 12,7                              | 14,1                              | 15,7                              | 12,3                              |
| Precipitação (mm)                 | 198                               | 140                               | 126                               | 140                               | 134                               | 165                               | 106                               | 150                               | 196                               | 216                               | 119                               | 151                               | 1 841                             |
| Fonte: Climate-Data.org           |                                   |                                   |                                   |                                   |                                   |                                   |                                   |                                   |                                   |                                   |                                   |                                   |                                   |

| Dados climatológicos para Joaçaba (Nova Petrópolis) | Dados climatológicos para Joaçaba (Nova Petrópolis) | Dados climatológicos para Joaçaba (Nova Petrópolis) | Dados climatológicos para Joaçaba (Nova Petrópolis) | Dados climatológicos para Joaçaba (Nova Petrópolis) | Dados climatológicos para Joaçaba (Nova Petrópolis) | Dados climatológicos para Joaçaba (Nova Petrópolis) | Dados climatológicos para Joaçaba (Nova Petrópolis) | Dados climatológicos para Joaçaba (Nova Petrópolis) | Dados climatológicos para Joaçaba (Nova Petrópolis) | Dados climatológicos para Joaçaba (Nova Petrópolis) | Dados climatológicos para Joaçaba (Nova Petrópolis) | Dados climatológicos para Joaçaba (Nova Petrópolis) | Dados climatológicos para Joaçaba (Nova Petrópolis) |
| Mês                                                 | Jan                                                 | Fev                                                 | Mar                                                 | Abr                                                 | Mai                                                 | Jun                                                 | Jul                                                 | Ago                                                 | Set                                                 | Out                                                 | Nov                                                 | Dez                                                 | Ano                                                 |
| --------------------------------------------------- | --------------------------------------------------- | --------------------------------------------------- | --------------------------------------------------- | --------------------------------------------------- | --------------------------------------------------- | --------------------------------------------------- | --------------------------------------------------- | --------------------------------------------------- | --------------------------------------------------- | --------------------------------------------------- | --------------------------------------------------- | --------------------------------------------------- | --------------------------------------------------- |
| Temperatura máxima média (°C)                       | 27,3                                                | 26,8                                                | 25,7                                                | 22,5                                                | 20,2                                                | 18,6                                                | 18,5                                                | 20,4                                                | 21,5                                                | 23,2                                                | 25,3                                                | 26,7                                                | 23,1                                                |
| Temperatura média (°C)                              | 21,4                                                | 21,1                                                | 19,9                                                | 16,7                                                | 14,3                                                | 12,7                                                | 12,3                                                | 13,9                                                | 15,5                                                | 17,3                                                | 19,1                                                | 20,5                                                | 17,1                                                |
| Temperatura mínima média (°C)                       | 15,6                                                | 15,5                                                | 14,2                                                | 11                                                  | 8,4                                                 | 6,9                                                 | 6,2                                                 | 7,5                                                 | 9,6                                                 | 11,5                                                | 12,9                                                | 14,4                                                | 11,1                                                |
| Precipitação (mm)                                   | 185                                                 | 146                                                 | 129                                                 | 142                                                 | 144                                                 | 162                                                 | 118                                                 | 143                                                 | 197                                                 | 203                                                 | 126                                                 | 150                                                 | 1 845                                               |
| Fonte: Climate-Data.org                             |                                                     |                                                     |                                                     |                                                     |                                                     |                                                     |                                                     |                                                     |                                                     |                                                     |                                                     |                                                     |                                                     |

| Dados climatológicos para Joaçaba (Santa Helena) | Dados climatológicos para Joaçaba (Santa Helena) | Dados climatológicos para Joaçaba (Santa Helena) | Dados climatológicos para Joaçaba (Santa Helena) | Dados climatológicos para Joaçaba (Santa Helena) | Dados climatológicos para Joaçaba (Santa Helena) | Dados climatológicos para Joaçaba (Santa Helena) | Dados climatológicos para Joaçaba (Santa Helena) | Dados climatológicos para Joaçaba (Santa Helena) | Dados climatológicos para Joaçaba (Santa Helena) | Dados climatológicos para Joaçaba (Santa Helena) | Dados climatológicos para Joaçaba (Santa Helena) | Dados climatológicos para Joaçaba (Santa Helena) | Dados climatológicos para Joaçaba (Santa Helena) |
| Mês                                              | Jan                                              | Fev                                              | Mar                                              | Abr                                              | Mai                                              | Jun                                              | Jul                                              | Ago                                              | Set                                              | Out                                              | Nov                                              | Dez                                              | Ano                                              |
| ------------------------------------------------ | ------------------------------------------------ | ------------------------------------------------ | ------------------------------------------------ | ------------------------------------------------ | ------------------------------------------------ | ------------------------------------------------ | ------------------------------------------------ | ------------------------------------------------ | ------------------------------------------------ | ------------------------------------------------ | ------------------------------------------------ | ------------------------------------------------ | ------------------------------------------------ |
| Temperatura máxima média (°C)                    | 27,5                                             | 26,9                                             | 25,8                                             | 22,6                                             | 20,2                                             | 18,7                                             | 18,7                                             | 20,5                                             | 21,7                                             | 23,4                                             | 25,4                                             | 26,8                                             | 23,2                                             |
| Temperatura média (°C)                           | 21,7                                             | 21,2                                             | 20,1                                             | 16,9                                             | 14,3                                             | 12,9                                             | 12,5                                             | 14,1                                             | 15,7                                             | 17,5                                             | 19,2                                             | 20,7                                             | 17,2                                             |
| Temperatura mínima média (°C)                    | 15,9                                             | 15,6                                             | 14,4                                             | 11,2                                             | 8,4                                              | 7,1                                              | 6,4                                              | 7,7                                              | 9,8                                              | 11,7                                             | 13                                               | 14,6                                             | 11,3                                             |
| Precipitação (mm)                                | 184                                              | 145                                              | 129                                              | 140                                              | 140                                              | 159                                              | 118                                              | 142                                              | 201                                              | 200                                              | 125                                              | 157                                              | 1 830                                            |
| Fonte: Climate-Data.org                          |                                                  |                                                  |                                                  |                                                  |                                                  |                                                  |                                                  |                                                  |                                                  |                                                  |                                                  |                                                  |                                                  |

### Vegetação
Joaçaba está localizada em uma região dominada pela Floresta Ombrófila Mista (Floresta com Araucária) e pela Floresta Estacional Decidual, sendo uma espécie de zona de transição entre as duas; a primeira caracteriza-se por florestas onde o pinheiro-do-paraná está presente como elemento dominante, juntamente com um estrato baixo formado principalmente pelas Lauráceas. Exemplos desse tipo de floresta, além das araucárias, são a canela-amarela, a canela-fedida, a canela fogo, o camboatá, a grápia, angico-vermelho, a pimenteira, o guamirim, orelha-de-gato, vassourão-branco, pessegueiro-bravo, entre outras.
Já a Floresta Estacional Decídua, que acompanha o Rio Uruguai e sobe pela parte próxima dos rios que nele desaguam, apresenta-se com menos incidência de pinheiro-do-paraná e com estrutura distinta, composta por árvores deciduais como grápia, angico, timbaúva e outras. Sob esta cobertura, caracteriza-se uma formação densa formada por árvores perenifólias, predominando as canelas. O estrato das arvoretas é uniforme, predominando a laranjeira-do-mato e a sororoca.

### Fauna
O município de Joaçaba possui diversos estudos sobre a fauna que ocorre em sua área. Em toda extensão do município (área urbana e rural) há o registro de mais de 184 espécies de aves, com ocorrência de espécies ameaçadas de extinção, como o papagaio-de-peito-roxo (Amazona vinacea). Em sua área urbana, há o registro de 83 espécies de aves e 14 espécies de mamíferos, incluindo a paca (Cuniculus paca), uma espécie ameaçada de extinção. No município há o registro de mais de 500 espécies de Lepidoptera (borboletas e mariposas), registradas em sua maioria em áreas florestais na zona rural do município. Estudos com insetos aquáticos foram realizados no município, resultando no registro de 15 famílias deste grupo taxonômico em um pequeno lago artificial (açude) nas proximidades da área urbana. Foram também realizados estudos sobre a distribuição de aranha-marrom (Loxosceles sp.) no município e perfil epidemiológico de acidentes com este artrópode. Pesquisas recentes identificaram a presença de 18 espécies de mosquitos (DIptera: Culicidae) em um fragmento florestal urbano, neste trabalho merece destaque o registro da espécie Anopheles darlingi, vetor primário da malária no Brasil, e de Haemagogus leucocelaenus, vetor da febre amarela silvestre.

### Demografia

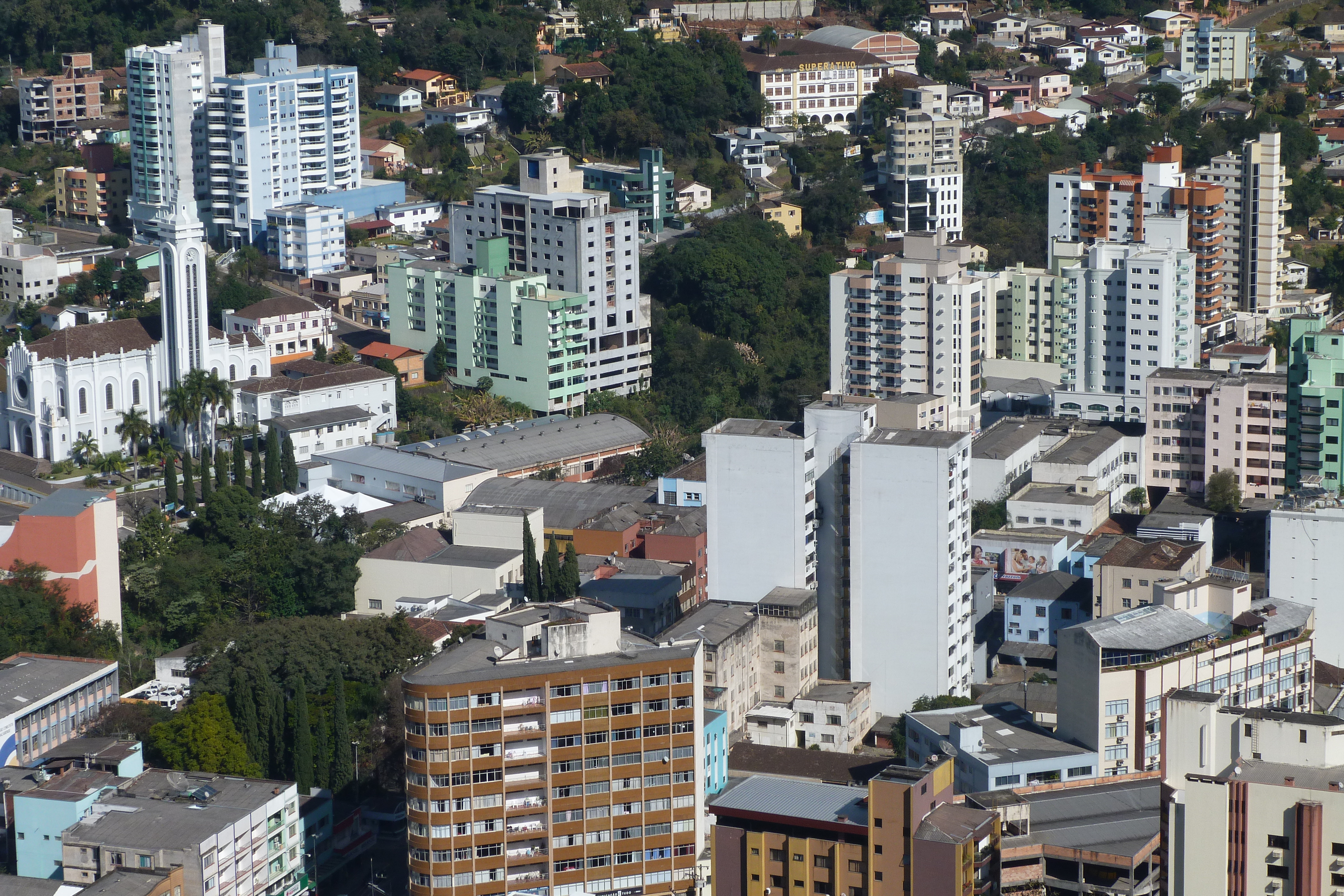
Mesmo com poucos habitantes, possui alto nível de verticalização

- População Total: 28 705 habitantes segundo os últimos dados oficiais do Instituto Brasileiro de Geografia e Estatística.

#### Habitação
- Nº de domicílios: 10 772[22]
- Média de habitantes por domicílio: 2,97[22]
- Crescimento Populacional Anual (1991 – 2000): 1,23%[22]

Joaçaba é a oitava cidade do país em qualidade de vida, e a terceira de Santa Catarina apresentando um Índice de Desenvolvimento Humano da ordem de 0,866 segundo o relatório do Programa das Nações Unidas para o Desenvolvimento/2000.

#### Outros índice
- Analfabetismo:  4,87%
- Analfabetismo entre jovens até 17 anos: 0,03%
- Percentagem de crianças entre 7 e 14 anos frequentando escolas: 99%
- Expectativa de vida ao nascer: 76,35 anos
- Mortalidade infantil até 1 ano: 8,96/1000 DATASUS/2006

### Distritos
- Nova Petrópolis
- Santa Helena

## Estrutura

### Transporte
Transporte coletivo municipal as empresas que operam atualmente são
Estrelatur Transporte Coletivo.
Empresa Joaçabense de Transportes Coletivos.
Transporte coletivo intermunicipal
O Terminal Rodoviário Horivil Zago, inaugurado em 16 de janeiro de 2014, está localizado na rodovia BR-282.
As empresas que operam atualmente são: Auto Viação Catarinense Ltda., Reunidas S.A. Transportes Coletivos, Real Transporte e Turismo S.A., Empresa União Cascavel de Transporte e Turismo Ltda. – Eucatur, Unesul de Transportes Ltda., Planalto Transportes, Viação Ouro e Prata, Transportes Rcst Ltda. – Castilho & Cia., Transportes Coletivos Zarpelon Ltda., Empresa Joaçabense de Transportes Coletivos Ltda., Estrelatur Transporte Coletivo Ltda..

## Economia
As principais atividades econômicas do município são a Indústria, em especial o setor metal-mecânico, processamento de madeira e produtos alimentícios. Possui comércio diversificado e desenvolvido, já que muitas cidades vizinhas têm no turismo a atividade econômica principal e Joaçaba está estrategicamente localizada no centro da região, sendo considerada o polo econômico e político do meio-oeste catarinense, influenciando uma área que atinge aproximadamente 300 000 habitantes. Como sede da Universidade do Oeste de Santa Catarina, uma das grandes universidades do estado de Santa Catarina, Joaçaba é também considerada dos centros universitários de Santa Catarina.

## Turismo

### Carnaval
Com quatro escolas de samba, Três de Joaçaba (Vale Samba, Acadêmicos do Grande Vale e Aliança) e uma de Herval d'Oeste (Unidos do Herval), o Carnaval de Joaçaba, se destaca não só em Santa Catarina, mas em todo o país, numa grande festa organizada pela Liga das Escolas de Samba em parceria com a Prefeitura. A menor das escolas tem mais de 1.000 integrantes, o que assegura a presença de mais de 5 000 figurantes na avenida. Toda produção de fantasias, carros alegóricos e adereços ocupa numerosa mão de obra, gerando trabalho e renda para artistas de diversos gêneros.
Uma grande estrutura de arquibancadas e camarotes é montada ao longo da avenida, abrigando a multidão que se surpreende a cada minuto com a criatividade e o talento das escolas de samba Vale Samba, Aliança, Unidos do Herval e Acadêmicos do Grande Vale, e com seus enredos que abordam o folclore, a cultura, a história, o imaginário e, também, aspectos diversos da própria cidade ou região.
O evento Carnafolia, Carnaval de Blocos agrega, a cada dia, mais turistas para Joaçaba, vindos de todas as regiões do País. Ocorre sempre durante o carnaval, entre sexta e terça-feira. O evento é realizado na Praça da Catedral. Os blocos mais famosos e tradicionais são:
Los Iguanas/ Baviera/ DNA/ Oi Sumida.

### Romaria e Monumento de Frei Bruno
Um esforço concentrado do comércio local, através da Câmara de Dirigentes Lojistas - CDL, Prefeitura, Governo do Estado e doações da comunidade fizeram com que a estátua com a imagem de Frei Bruno Linden fosse inaugurada no ano de 2006. Medindo 37 metros de altura, o monumento abriga o Museu Frei Bruno, um restaurante e loja de souvenir e permite uma vista panorâmica da cidade.
A obra foi idealizada em função do crescente sucesso da Romaria Penitencial Frei Bruno, que a cada ano reúne, aproximadamente, 10000 fiéis vindos de várias regiões do país.
A iniciativa também motivou os fiéis a redobrarem seus esforços em busca da canonização do Padre de origem alemã, que fez história no Meio Oeste. O processo de beatificação, que antecede ao de canonização, já está em andamento.

### Teatro Alfredo Sigwalt
O projeto elaborado pelos arquitetos Jair José Cardoso e Arthur Peruzzo, fruto de muita pesquisa em literatura especializada, visitas a teatros e auditórios, entrevistas e contatos com operadores e administradores de teatros, resultou numa obra que dotaria Joaçaba de uma moderna casa de espetáculo, capaz de abrigar todas as manifestações artísticas, desde teatro, dança, grandes espetáculos musicais, além de reservar espaço para oficinas e exposições.
As obras iniciaram-se, ainda, em 1977, com a liberação da primeira verba obtida junto ao governo estadual, com previsão de término para 1979 ou 1980. Porém, em 1979, as obras do teatro já se encontravam paralisadas. A busca por recursos era incansável e a obra avançava em passos lentos, intercalado por períodos de total paralisação.
A Sociedade de Cultura Artística Joaçaba e Herval d´Oeste (Scajho) lutou para a conclusão da obra do teatro, na tentativa de dar condições de uso à Casa da Cultura, que era requisitado por entidades para eventos, porém o seu uso era limitado devido aos perigos que uma obra inacabada oferece. A construção inacabada, que chegou a ser intitulada de "elefante branco", era alvo de vândalos que, inclusive, incendiaram um piano, patrimônio este que pertenceu ao maestro Sigwalt. Pois, mesmo em condições precárias, o Teatro vinha sendo utilizado para manifestações artístico-culturais da cidade.
Em agosto de 2001, o Prefeito Municipal de Joaçaba, Armindo Haro Neto, nomeou, pelo Decreto-lei 2 176, de 28 de agosto de 2001, a Comissão de Gestão para a elaboração do Projeto ICMS/SCAJHO junto à Fundação Catarinense de Cultura, composta por sete membros. Uma vez empossada, a comissão elaborou o projeto pró-conclusão e foi em busca de recursos para a conclusão do teatro. Felizmente em meados de dezembro de 2002, o Governador do Estado repassou uma verba, sendo possível dar início de toda a obra de conclusão. Porém, logo foi constatado que os investimentos seriam maiores e, que a verba recebida não seria o suficiente. Seria necessário conseguir mais recursos e o caminho escolhido foi buscar doações junto aos órgãos públicos municipais, entidades, empresas e pessoas físicas. Os desafios tomavam proporções gigantes, cada vez mais era necessário investir. Porém, os órgãos públicos municipais, entidades, empresários e cidadãos joaçabenses acreditaram na comissão nomeada e estenderam a mão e, a comunidade toda começou a vibrar junto. O sonho estava se tornando realidade.
Assim, com doações vindas de diversas fontes, com a dedicação de toda a Comissão pró-conclusão, que foi incansável, deixando muitas vezes seus afazeres profissionais para se dedicar às obras que exigiam soluções rápidas e necessárias, a obra caminhava a passos largos, pois a data da inauguração estava fixada: 30 de agosto de 2003. Dia em que a obra foi entregue aos Joaçabenses, e prestada uma justa homenagem ao Maestro Alfredo Rudolfo Sigwalt.
Desde sua inauguração, em agosto de 2003, o teatro de Joaçaba tem sediado grandes eventos nacionais e até internacionais, provocando um grande salto de qualidade na movimentação cultural da região. A valorização de artistas da região tem sido uma das prioridades da Sociedade de Cultura Artística Joaçaba e Herval d´Oeste (Scajho), entidade mantenedora do teatro. Atualmente, o prédio é ocupado para ensaios da Banda Carlos Gomes, Coral Fratelli d´Itália, Coral Infantil do Município, Coral da terceira Idade, e um grupo de dança.

### Parque Natural Municipal do Vale do Rio do Peixe
No município de Joaçaba existe o Parque Natural Municipal do Vale do Rio do Peixe, criado pela Lei Municipal nº 2800/2002, com uma área de aproximadamente 300 hectares localizada às margens da BR-282, em frente ao CPJ e com entrada para a trilha principal em anexo à escola NUPERAJO. Na área do parque foram registradas 130 espécies de aves, incluindo espécies ameaçadas de extinção como o papagaio-de-peito-roxo (Amazona vinacea), também foram registradas no parque 19 espécies de anfíbios (sapos, pererecas e rãs) e 20 espécies de mamíferos, algumas ameaçadas a nível estadual como paca (Cuniculus paca) e jaguatirica (Leopardus pardalis). O parque também possui a presença de diversas orquídeas e bromélias, sendo 24 espécies de orquídeas e sete espécies de bromélias. Em relação aos insetos, na área do parque foram registradas 13 espécies de mosquitos (Diptera: Culicidae), com três espécies que não haviam sido encontradas em Santa Catarina até a realização do estudo: Mansonia indubitans, Sabethes whitmani e Wyeomyia sabethea. Além deste estudos, no parque natural também foram realizadas pesquisas com interações planta-animal, referente a beija-flores visitantes de bromélias e insetos que vivem nestas plantas.

### Grupos culturais e folclóricos
- Estúdio de Dança Teatro Alfredo Sigwalt - SCAJHO
- Grêmio Recreativo Escola de Samba Aliança;
- Grupo de Dança Colégio Santíssima Trindade;
- Associação Regional de Capoeira Raios do sol;
- Associação Orquestra e Coral Martinho Lutero;
- Grupo de Dança Italiana Fratelli D'Itália;
- Banda Carlos Gomes;
- Grupo de Dança Colégio Super Ativo
- Grupo italiano I Cacciatori;
- Coral Infantil de Joacaba;
- Coral Melhor Idade Vozes de Outrora;
- Coral Colégio Santíssima Trindade;
- Coral Italiano Ritorna;
- Coral Municipal;
- Coral da SCAJHO;
- Associação Cultural Esportiva e Recreativa Escola de Samba Vale Samba;
- Grupo de Dança Colégio Marista Frei Rogério;
- Escola de Samba Unidos do Herval.
- Grupo de Dança Colégio Cenecista Joaçabense - CNEC
- Orquestra de Câmara Luterana de Joaçaba;
- Coral Independente 5 de Maio

### Outros atrativos
- Monumento Frei Bruno - Um monumento de 37 metros, contra 38 do Cristo Redentor.
- Catedral Santa Terezinha - Centro

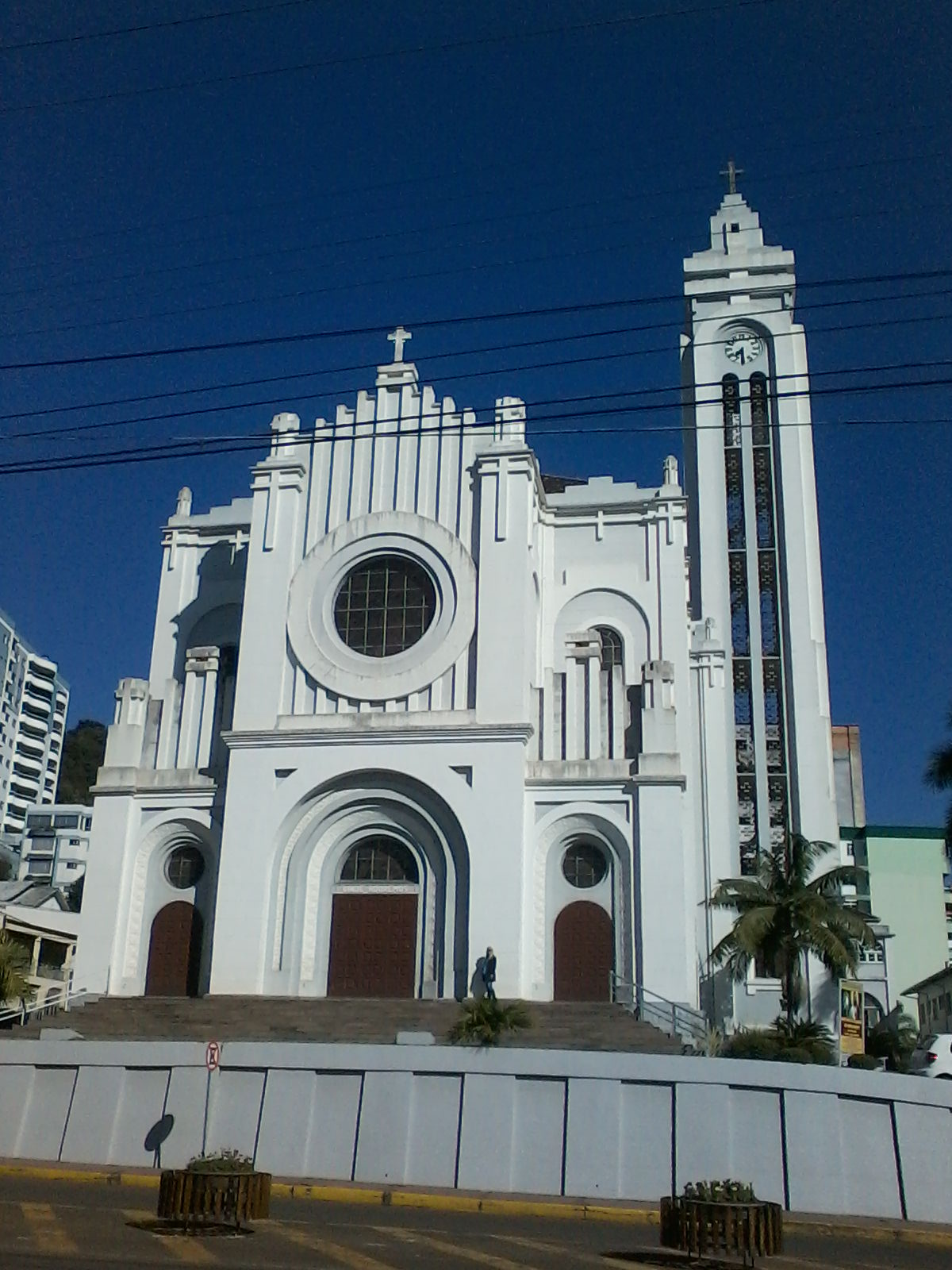
Catedral de Joaçaba

- Museu Frei Bruno - Junto ao Monumento Frei Bruno
- Jantar Italiano - Santa Clara
- Café Colonial - Santa Clara
- Pousada Pica Pau Verde - Linha Abatti
- Barracões das Escolas de Samba
- Complexo Esportivo UNOESC
- Monumento Nossa Senhora das Graças - BR-282
- Culinária e Gastronomia Italiana e Alemã
- Casas de madeira típicas por toda a cidade
- Feira do gado leiteiro
- Festival de Dança
- Campeonato catarinense de Automobilismo
- Jeep Raid e Jeep Cross
- Universidade do Oeste de Santa Catarina
- Carnaval de Joaçaba - Carnafolia
- Duathlon Caminhos de Ferro

## Esporte
Basquete
A Ablujhe (Associação de basquete de Luzerna, Joaçaba e Herval D´Oeste) é uma associação de basquete no qual foi oficialmente fundada 1 de dezembro no ano de 1998, a mesma representava no estado de Santa Catarina, as cidades de Luzerna, Joaçaba e Herval D´Oeste na modalidade de basquetebol, a Associação se extinguiu e viria a ser reorganizada em 2001, na nova trajetória a Ablujhe transformou-se em um exemplo não só no basquete como na convivência e interação de atletas e treinadores.

### Futebol

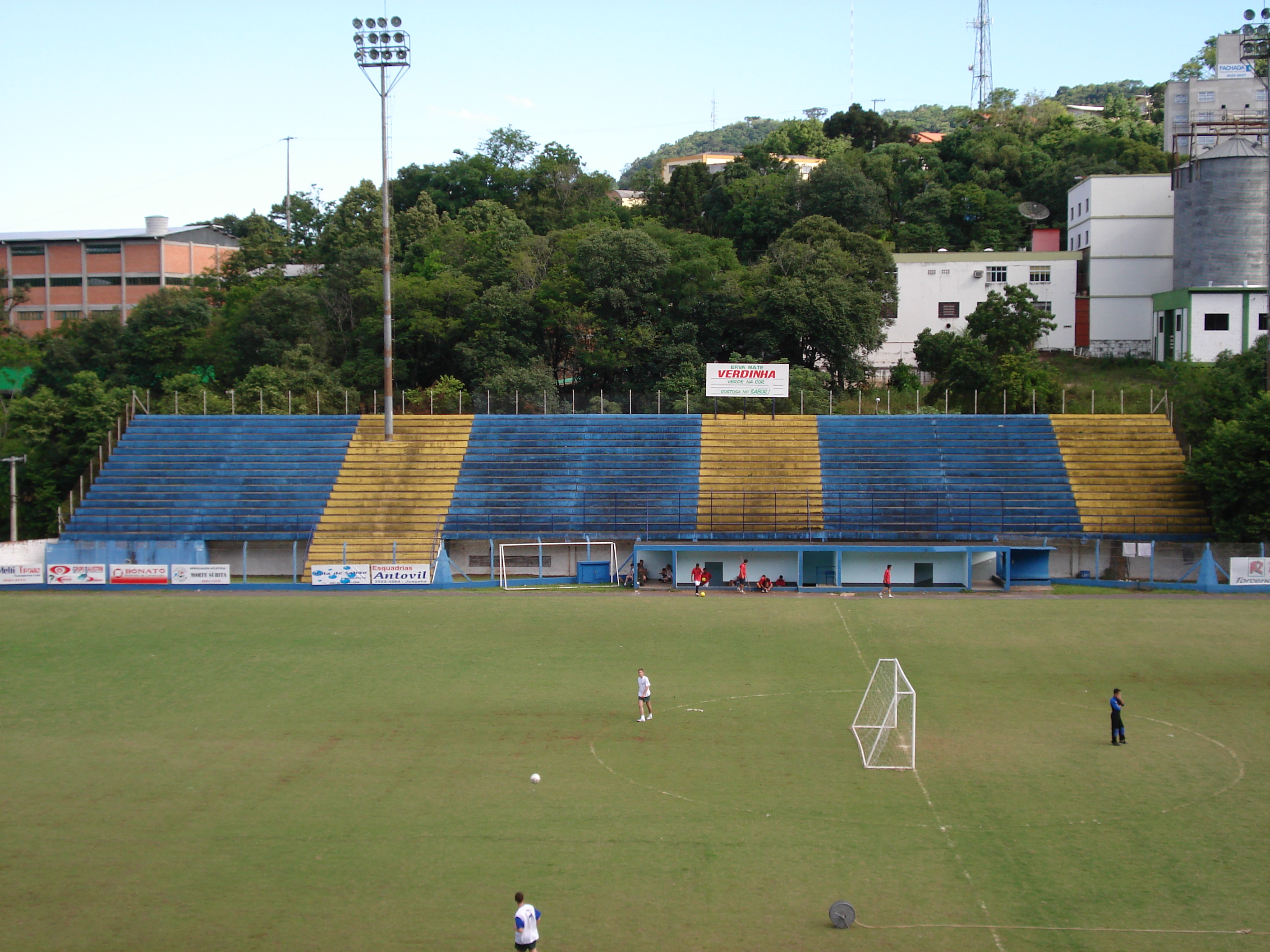
Estádio Oscar Rodrigues da Nova visto a partir da área coberta. (hoje demolido para a construção de parque municipal)

A cidade sempre apresentou grande tradição pelos campos do estado de Santa Catarina. Na década de 1980, com o Joaçaba Esporte Clube, JEC, chegou a estar representada na Taça de Bronze, terceira divisão nacional da época, após garantir classificação com o título da Taça Santa Catarina em 1981. No início da década de 1990, surgiu a Associação Desportiva Joaçabense, ADJ, que sagrou-se campeã da segunda divisão em 1992, e disputou a elite catarinense entre 93 e 95, sendo, neste último ano, a 3ª colocada no estadual, perdendo nas semifinais para o Criciúma Esporte Clube. No mesmo ano, foi rebaixada forçadamente pela Federação devido a dívidas trabalhistas. Em 1997, surgia então o JAC (Joaçaba Atlético Clube), vice-campeão da segunda divisão em 2000, que licenciou-se em 2001 e retornou aos gramados em 2007. Neste ano de 2008, representará novamente a cidade na Divisão de Acesso do Estadual de Profissionais. Tudo isso se passou no Estádio Da Nova (Oscar Rodrigues Da Nova), estádio municipal com capacidade para 7 000 espectadores sentados.

### Volta Ciclística Internacional de Santa Catarina
Joaçaba  sedia uma das etapas da Volta Ciclística Internacional de Santa Catarina. Disputada desde 1987 é uma competição de ciclismo que atravessa o estado e que segundo a Confederação Brasileira de Ciclismo é o evento mais tradicional do esporte no Brasil, reunindo todos os anos os principais ciclistas do país e de alguns países da América Latina. A maior prova ocorreu em 1994 quando os atletas percorreram 1200 km e a menor em 1988 quando a distância a ser vencida foi de 544 km.

### Futebol de salão
Sempre contou com clubes de futebol de salão, chegando mesmo a ter duas equipes na principal divisão do campeonato catarinense: o Cruzeiro e a ABBB, sendo que esses dois times marcaram a década de 1980 pela  rivalidade, e por algumas vezes ambos alcançando posições entre os quatro melhores do estado, tendo o Cruzeiro sido campeão deste torneio.
O atual clube do Município é o Joaçaba Futsal, 4º colocado no campeonato catarinense de 2005.
Também já foi campeã dos Jogos Abertos de Santa Catarina e revelou vários jogadores que integram/integraram a Seleção Brasileira de Futsal.

### Vôlei
A AJOV – Associação Joaçabense de Voleibol foi fundada no ano de 1996, tendo conquistado diversos títulos estaduais, como bicampeã da OLESC ( Olimpíada Estudantil de Santa Catarina 2003/2004), bicampeã dos Joguinhos Abertos de Santa Catarina 1999/2004, campeã estadual 1999, campeã estadual infantil 2004. A AJOV cedeu várias atletas para seleções catarinenses infanto e juvenil, sendo que em 2004 cedeu a primeira atleta para Seleção Brasileira infanto, campeã sul-americana em 2004, a grande revelação: Natália Zílio Pereira.

### Automobilismo
A cidade conta com o Autódromo Cavalo de Aço, que sedia duas etapas do Campeonato Catarinense de Automobilismo, dividida em Marcas A, B, A/B, N e Stock Car. Seu traçado é um dos mais seletivos de média/alta velocidade do estado. Possui trechos como a "reta principal", de formato curvo em descida de alta velocidade que termina na curva denominada "bico de pato", como o nome sugere trata-se de um uma curva travada em forma de cotovelo, a qual exige grande perícia e habilidade dos competidores. Esta transferência, da mais alta para a um trecho de baixa velocidade, é também um dos pontos mais desafiadores da história do Automobilismo Catarinense, onde geralmente ocorrem grandes ultrapassagens e acidentes espetaculares durante os treinos e as corridas. O autódromo, que reúne cerca de 5000 espectadores e 70 pilotos a cada prova realizada, é uma das mais tradicionais praças esportivas de velocidade em piso de terra do estado e do sul do Brasil.
No Cavalo de Aço, ainda são realizadas etapas de Campeonatos de Motovelocidade, com a presença, em média, de 100 pilotos.
Na área da velocidade e automobilismo, Joaçaba promove, ainda, esporadicamente, o Arrancadão, além de possuir um clube de aficionados por jipes (o Jeep Club de Joaçaba) e outro de aficionados por carros antigos (o Veteran Car Club).

### Handebol
Joaçaba sempre formou equipes de Handebol Masculino para a disputa de competições variadas, tendo inclusive revelado jogadores para a seleção brasileira como Ivan Maziero, o Macarrão e Rodrigo Hoffelder.  Destaque para o técnico Raylander Righi, que treinou o time joaçabense desde a década de 1980 até o ano de 2016, chegando inúmeras vezes a títulos estaduais e nacionais.

### Oliejho
A OLIEJHO é um evento do esporte escolar dos municípios de Joaçaba, Herval d'Oeste e Luzerna, realizada anualmente e tem contribuído positivamente na formação e no desenvolvimento integral das crianças e adolescentes.
A 32a edição da OLIEJHO, em 2004, teve a participação de aproximadamente 3 500 atletas de 24 escolas dos três municípios, disputando as modalidades de futsal, handebol, voleibol, basquetebol, atletismo, judô, karatê, natação, rústica, tênis de mesa, xadrez e ciclismo.

### Jogos Abertos de Santa Catarina
Joaçaba é a cidade que mais vezes sediou a maior competição esportiva do estado de Santa Catarina, os JASC (1967, 1988, 1989, 1998, 2006 e 2015) tendo-se sagrado campeã em diversas modalidades: futsal, judô, tiro, bocha, bolão entre outras.

### Pádel
Joaçaba possui uma quadra de pádel inaugurada no ano de 1992. Os atletas joaçabenses participam do campeonato estadual e do campeonato brasileiro de pádel.
Também há quadras de tênis nas quais vários sócios praticam essa atividade esportiva. Há 2 clubesː o clube Comercial e o clube 10 de Maio, que possuem quadras para a prática do esporte.

## Joaçabenses famosos
- Rogério Sganzerla, ator e cineasta
- João Callegaro, cineasta
- Paulo Stuart Wright, deputado e dissidente político
- Ivan Orestes Bonato, senador da República (1986-1987)[34]
- Omar Fontana, fundador da companhia aérea Transbrasil
- Mauro Refosco, percussionista da banda Red Hot Chilli Peppers
- Victor Laus, desembargador federal, atual presidente do Tribunal Regional Federal da 4ª Região